# Денисов, Сергей Прокофьевич
Серге́й Проко́фьевич Дени́сов (12 [25] декабря 1909, Россошь — 6 июня 1971, Москва) — советский лётчик-истребитель и военачальник, участник Гражданской войны в Испании, боёв на Халхин-Голе, советско-финской войны, Великой Отечественной войны. Дважды Герой Советского Союза (04.07.1937, 21.03.1940). Генерал-лейтенант авиации (04.06.1940).

## Биография
Родился в слободе Россошь (по другим данным на хуторе Постоялый), в семье рабочего. По национальности русский. Первоначальное образование получил в школе слободы Новохарьковка. Работал мотористом на машинно-тракторной станции в Россоши.

## Военная служба в довоенный период
В Красной армии — с октября 1929 года. Служил мотористом в 17-м авиационном парке, в феврале 1931 года был направлен на учёбу. В 1931 году окончил военную школу пилотов при 83-м авиационном отряде. С августа 1931 года — младший лётчик и старший лётчик 33-й авиаэскадрильи (по другим данным — 11-й авиаэскадрильи 111-й авиационной бригады ВВС Ленинградского военного округа). С мая 1934 года — командир отряда в 41-й авиаэскадрилье 83-й истребительной авиабригады ВВС Белорусского военного округа.
С ноября 1936 по апрель 1937 годах добровольцем участвовал в гражданской войне в Испании, где был командиром авиационного отряда. Воевал на истребителе И-16. В Испании совершил более 200 боевых вылетов, сбил лично 3 и в группе — 4 самолёта противника. Однако после возвращения в СССР на встрече с заместителем Народного комиссара обороны СССР по авиации Я. И. Алкснисом в апреле 1937 года доложил ему о том, что сбил 12 самолётов лично (эта цифра часто встречается в литературе). В ряде публикаций встречаются ещё более высокие цифры побед — 13 личных и 6 групповых).
Указом Президиума Верховного Совета СССР от 4 июля 1937 года Денисову Сергею Прокофьевичу присвоено звание Героя Советского Союза с вручением ордена Ленина, а после учреждения особой степени отличия — медали «Золотая Звезда» № 51.
С мая 1937 года — командир истребительного авиационного полка. С августа 1938 по апрель 1939 года — командир 142-й легкобомбардировочной авиабригады ВВС Белорусского военного округа. В 1939 году окончил Курсы усовершенствования командного состава при Академии Генерального штаба РККА. С апреля 1939 года — командующий 2-й Армией особого назначения (АОН-2) с штабом в Воронеже.
В 1939 году принимал участие в военном конфликте с Японией в районе реки Халхин-Гол, будучи старшим группы военных специалистов, направленных в помощь действовавшим в зоне боёв авиачастям.
В 1937 и в 1939 годах направлял И. В. Сталину записки о недостатках в текущем состоянии истребительной авиации, выявленных им во фронтовых условиях, и предлагал ряд мер по исправлению ситуации (отказ от деления истребителей на скоростные и маневренные, обязательное пулемётно-пушечное вооружение, обеспечение радиосвязью каждого самолёта, необходимость увеличения скорости и т. д.), из которых первая была передана в наркомат оборонной промышленности СССР, но нарком М. М. Каганович не принял по ней никаких мер. Но Сталин благодаря этим документам некоторое время считал Денисова знатоком истребительной авиации.
С 10 января 1940 года — командующий ВВС 7-й армии. В этой должности участвовал в Советско-финской войне. Указом Президиума Верховного Совета СССР от 21 марта 1940 года за умелое руководство боевыми действиями при прорыве линии Маннергейма комдив Денисов Сергей Прокофьевич награждён второй медалью «Золотая Звезда» (№ 4). Денисов стал пятым и последним из довоенных дважды Героев Советского Союза.
В апреле 1940 года С. П. Денисов назначен командующим ВВС Закавказского военного округа. Эта должность стала пиком его карьеры. Освобождён от должности 20 июня 1941 года «за низкую боевую подготовку частей и неудовлетворительное состояние материальной части». При этом, по утверждениям некоторых авторов, был разжалован из генерал-лейтенантов в полковники или даже в подполковники, но такая информация документами не подтверждается.

## Великая Отечественная война
Во время Великой Отечественной войны с августа 1941 года он — начальник Качинской военно-авиационной школы пилотов имени А. Ф. Мясникова. Приказом командующего ВВС Красной Армии А. А. Новикова от 20 ноября 1942 года был освобождён от должности начальника авиашколы, как не справившийся. Кроме того, ему в вину были поставлены неумение устранять недочёты в работе, отсутствие авторитета у подчинённых и злоупотребление алкоголем. Три месяца находился в резерве командующего ВВС.

Могила С. П. Денисова на Новодевичьем кладбище Москвы.

С февраля 1943 года — командир 283-й истребительной авиационной дивизии 16-й воздушной армии. Во главе дивизии хорошо проявил себя во время Курской битвы и битвы за Днепр. Но Героя опять подвело злоупотребление алкоголем, за что он сначала получил строгий выговор по партийной линии, а 14 декабря 1943 года был снят с должности командира дивизии. С февраля 1944 года — старший помощник начальника 4-го отдела по тактической подготовке Управления формирования и военной подготовки ВВС Красной Армии. С октября 1946 года по ноябрь 1947 года учился в Высшей военной академии имени К. Е. Ворошилова.
С 1947 года в отставке по болезни. Сергей Прокофьевич Денисов скончался 6 июня 1971 года в городе Москве. Похоронен на Новодевичьем кладбище.
Член ВКП(б) с 1930 года. Депутат Верховного Совета СССР 1-го созыва (1937—1946).

## Награды
- Медаль «Золотая Звезда» Героя Советского Союза № 51 (4.07.1937).
- Вторая медаль «Золотая Звезда» Героя Советского Союза № 4 (21.03.1940).
- Орден Ленина (4.07.1937).
- 2 ордена Красного Знамени (2.01.1937, 29.08.1939)[13].
- Орден Александра Невского (28.07.1943).
- Медаль «За оборону Сталинграда» (вручена в 1943).
- Медаль «За победу над Германией в Великой Отечественной войне 1941—1945 гг.» (1945).
- юбилейные медали.
- Орден Красного Знамени (Монгольская Народная Республика, 10.08.1939)[14].
- Медаль «30 лет Халхин-Гольской Победы» (МНР, 15.08.1969)

## Воинские звания
- старший лейтенант (14.03.1936)[15]
- капитан (1937)
- майор (1937)
- полковник (1937)
- комбриг (22.02.1938)[16]
- комдив (8.08.1939)[17]
- комкор (21.03.1940)[18]
- генерал-лейтенант авиации (4.06.1940)[19]

## Память

Бюст в Ольховатке

- В 1953 году установлен бронзовый бюст Героя в хуторе Постоялый Ольховатского района Воронежской области[20].
- в хуторе Постоялый Ольховатского района Воронежской области именем Героя названа улица.
- К 65-летию Великой Победы на здании школы села Новохарьковка, где учился Герой, была торжественно открыта мемориальная доска.
- Бюст в Ольховатке Ольховатского района Воронежской области.
- В 2010 году на здании начальной школы в слободе Новохарьковка Ольховатского района Воронежской области установлена мемориальная доска.